# Melicope clusiifolia
Melicope clusiifolia là một loài thực vật có hoa trong họ Cửu lý hương. Loài này được (A. Gray) T.G. Hartley & B.C. Stone mô tả khoa học đầu tiên năm 1989.

## Hình ảnh

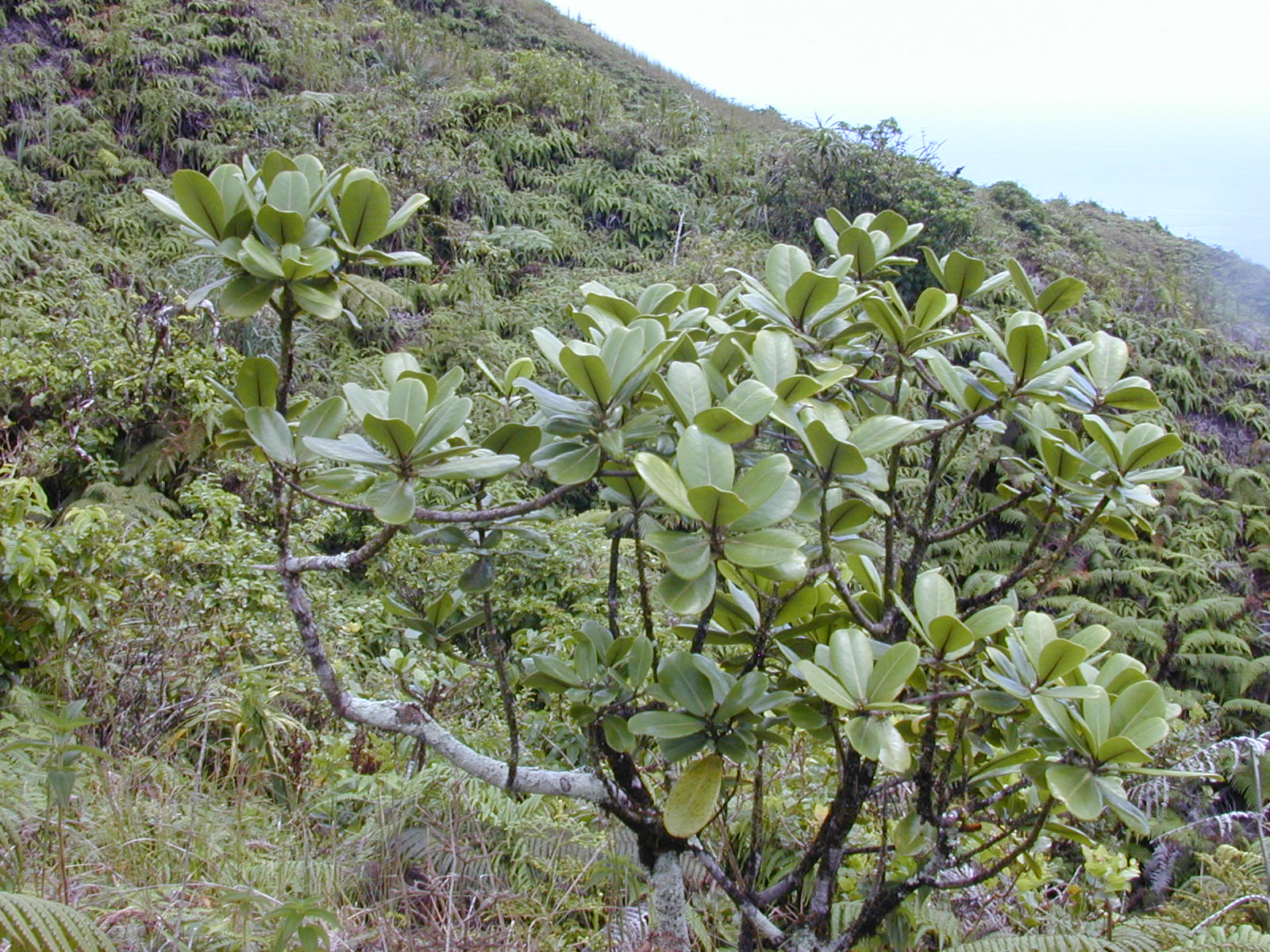
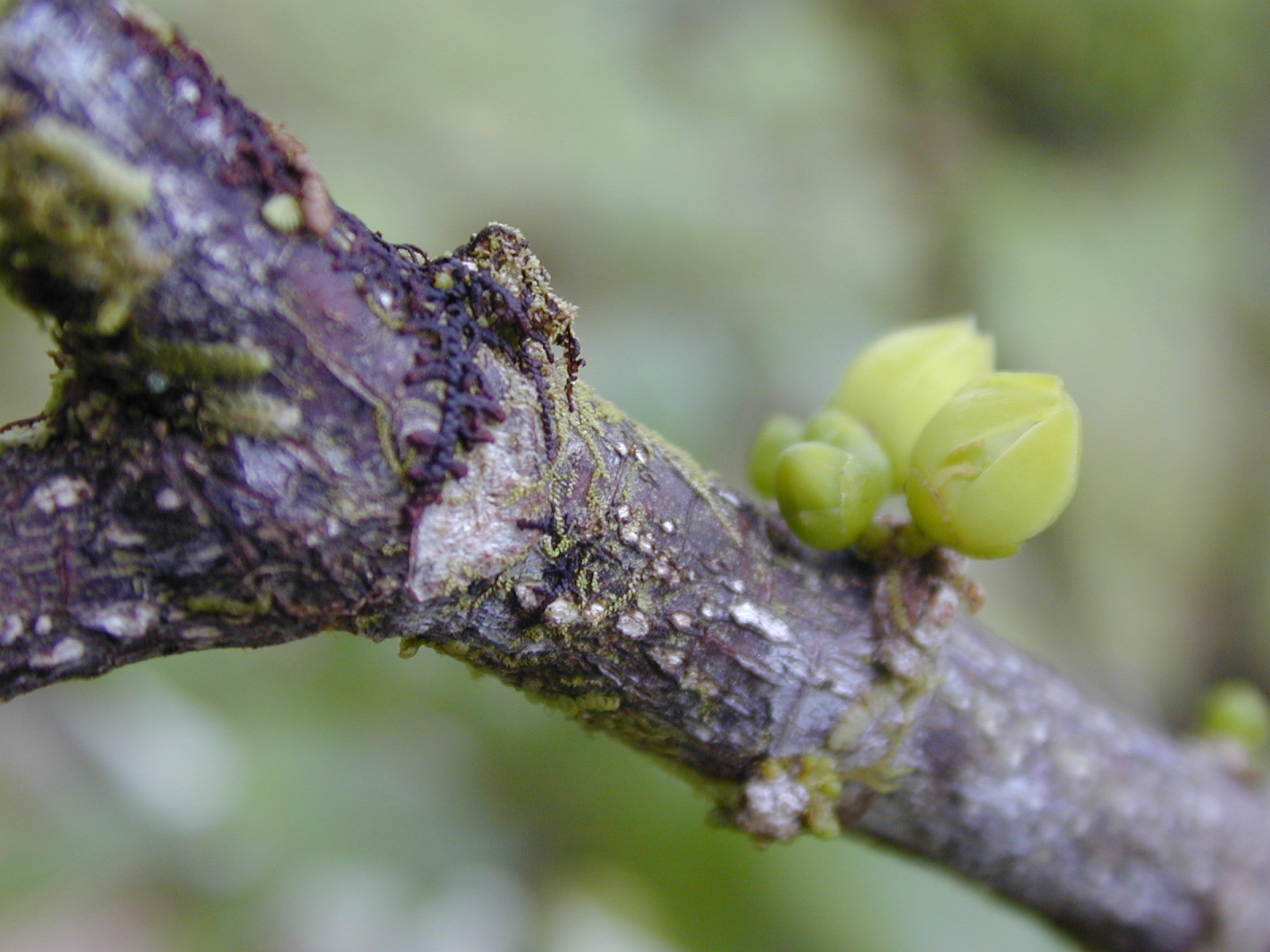
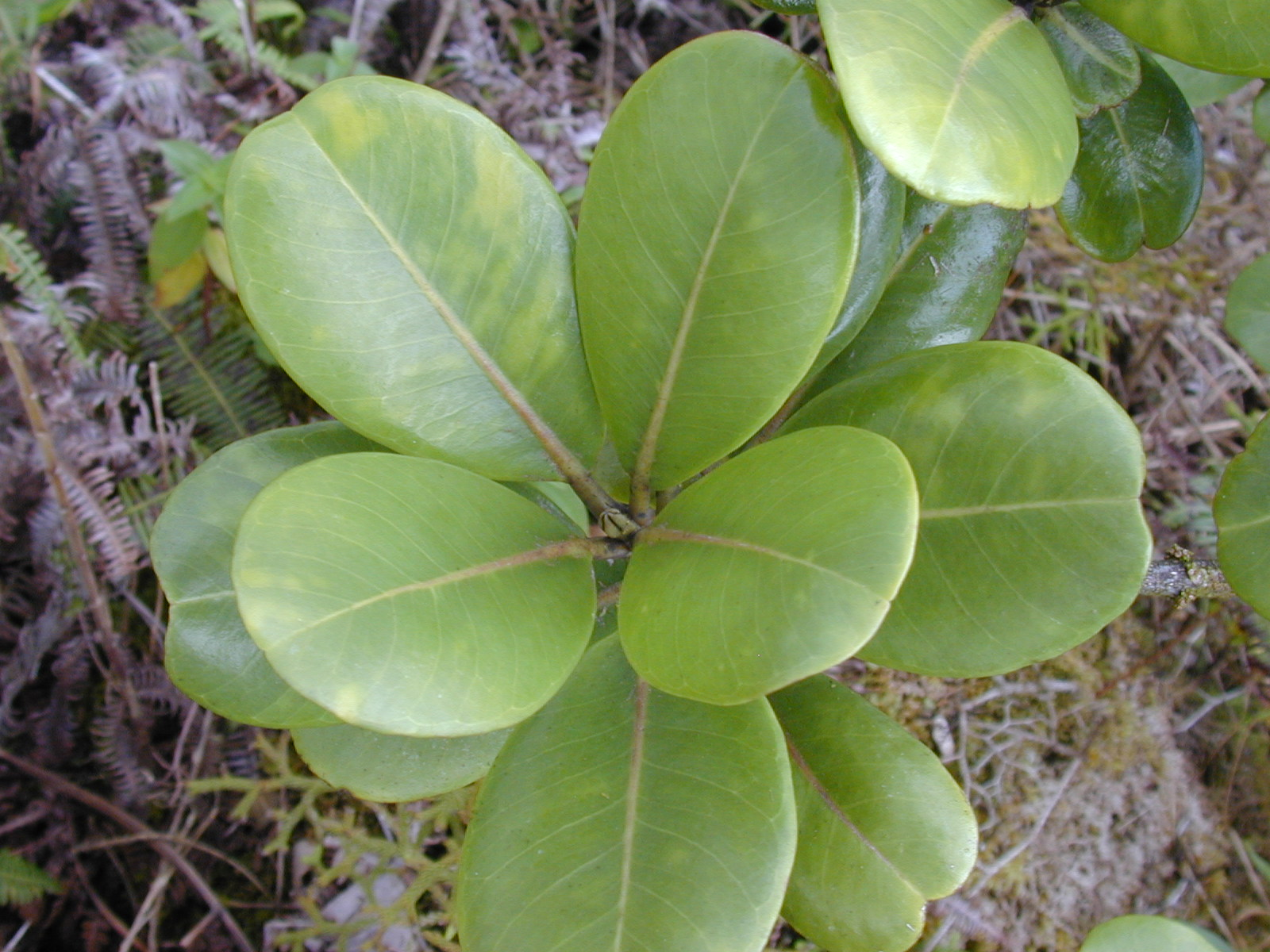